# 特拉普
特拉普（法語：Trappes，法語發音：[tʁap] ⓘ），法国中北部城市，法兰西岛大区伊夫林省的一个市镇，隶属于凡尔赛区，其市镇面积为13.5平方公里，2022年1月1日时人口数量为34,276人，在法国城市中排名第246位。
特拉普位于伊夫林省中东部，距离巴黎市区以西大约23公里，是法国国家级新城伊夫林地区圣康坦的行政中心，20世纪初曾为重要的铁路编组站所在地，当地有重要的铁路工人社区，20世纪末人口数量快速上升，现为重要的居民区。

## 地名来源

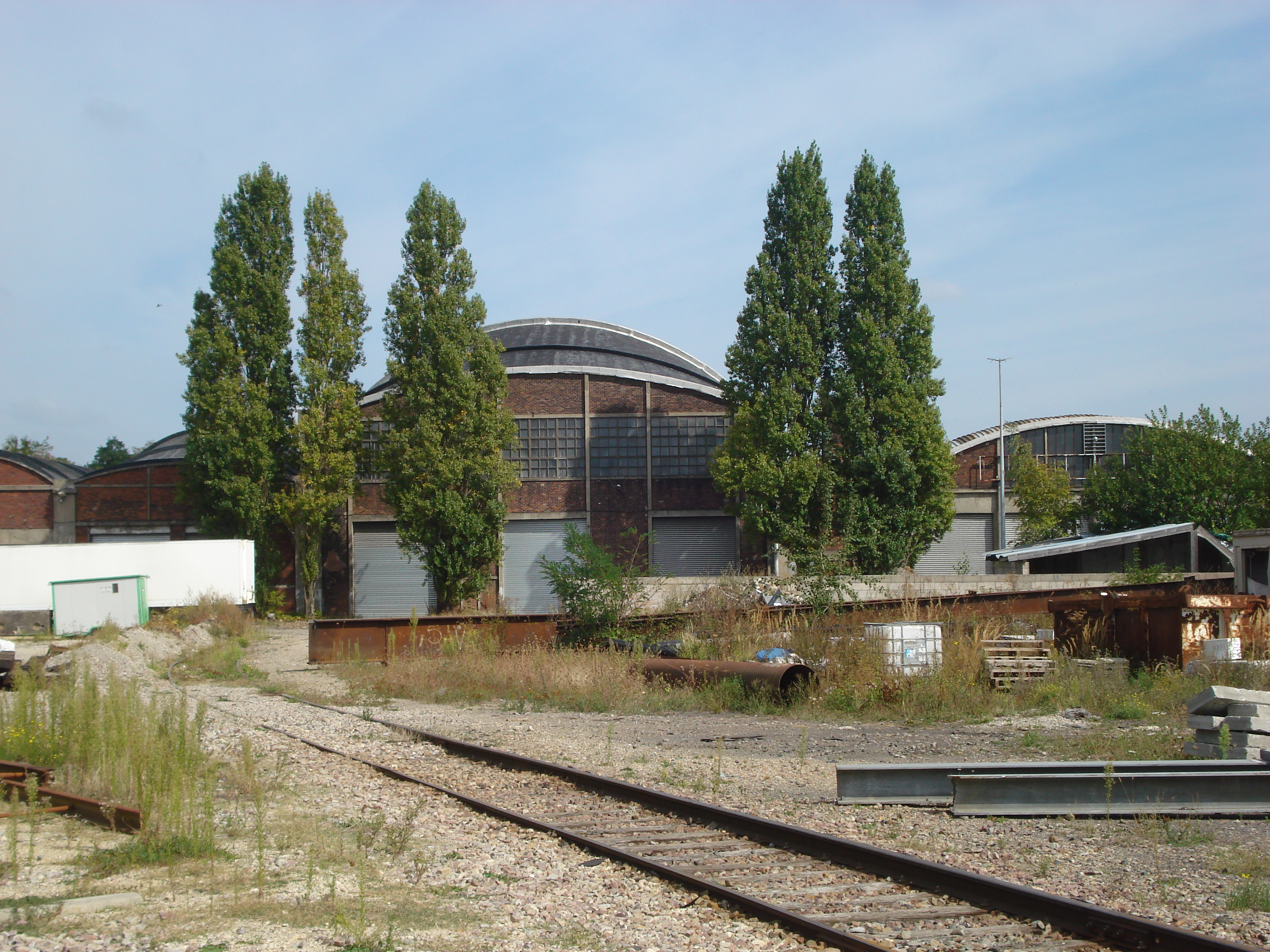
特拉普调车场

“特拉普”一名最初以的形式出现于中世纪中期，该名称来源于古法语，意为“陷阱”，可能与当地历史上的狩猎活动有关。

## 历史
高卢时期，特拉普所处区域为卡努特人的活动范围，罗马人入侵后，一条大道由此通过。中世纪时，特拉普长期为一处普通村落。17世纪，当地出现了一处城堡，归圣但尼修道院所有。法国大革命后，特拉普成为塞纳-瓦兹省的一个市镇，彼时，当地人口数量仅500。工业革命期间，特拉普随着铁路的通车而出现了一些工业部门，人口数量有所上升。1911年，特拉普境内建立了一处大型的铁路调车场，1938年法国国铁成立后该车场成为法国第二大的铁路编组站，特拉普由此聚集了大量的铁路工人，该调车场在二战末期被联军炸毁。1964年，特里普成为伊夫林地区圣康坦的行政中心，后成为伊夫林省的一部分，当地出现了大批现代化居民区和办公楼，人口迅速上升。

## 地理

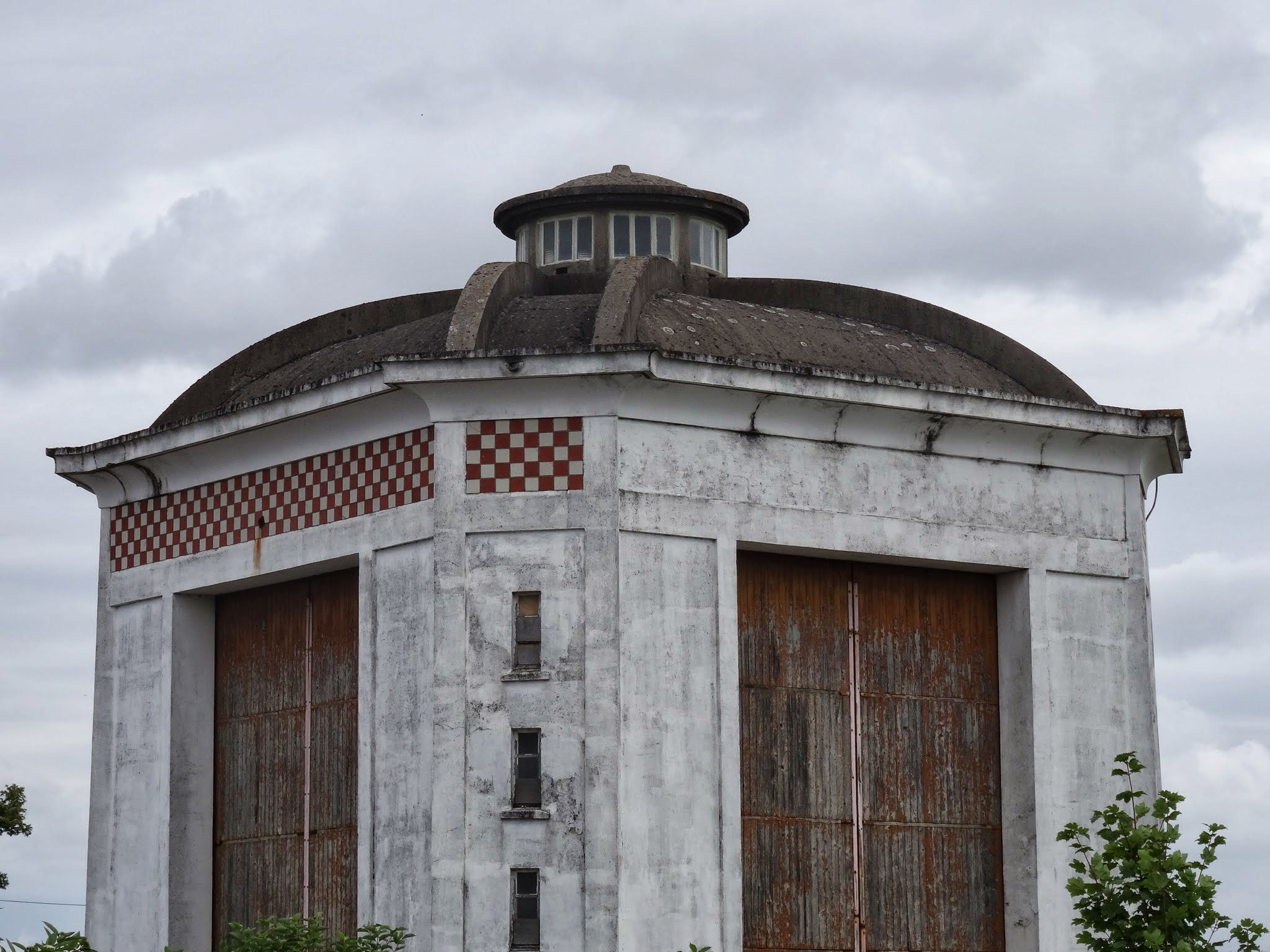
特拉普境内的气象站

特拉普位于法国中北部，法兰西岛大区西部和伊夫林省中东部，距离省会凡尔赛大约11公里。与特拉普接壤的市镇包括：莱克莱苏布瓦、埃朗库尔、马尼莱阿莫、勒梅尼勒圣但尼、蒙蒂尼勒布勒托讷、普莱西尔。

### 地形
特拉普位于巴黎盆地腹地，境内地势平坦，全境海拔在143到174米之间。

### 水文
特拉普属于塞纳河流域，罗东河流经境内。人工开凿的圣康坦湖位于特拉普境内北部。

### 植被
特拉普属于温带落叶林区，市区内的主要绿地公园包括特拉普市政公园（Parc municipal de Trappes）、诺夫勒平原公园（Parc de la Plaine de Neauphle）等，均常年免费向公众开放。

### 气候
特拉普在柯本气候分类法中属于温带海洋性气候。
特拉普境内设有气象站，以下为该气象站的数据：
| 特拉普1981年－2019年 | 特拉普1981年－2019年 | 特拉普1981年－2019年 | 特拉普1981年－2019年 | 特拉普1981年－2019年 | 特拉普1981年－2019年 | 特拉普1981年－2019年 | 特拉普1981年－2019年 | 特拉普1981年－2019年 | 特拉普1981年－2019年 | 特拉普1981年－2019年 | 特拉普1981年－2019年 | 特拉普1981年－2019年 | 特拉普1981年－2019年 |
| 月份                 | 1月                  | 2月                  | 3月                  | 4月                  | 5月                  | 6月                  | 7月                  | 8月                  | 9月                  | 10月                 | 11月                 | 12月                 | 全年                 |
| -------------------- | -------------------- | -------------------- | -------------------- | -------------------- | -------------------- | -------------------- | -------------------- | -------------------- | -------------------- | -------------------- | -------------------- | -------------------- | -------------------- |
| 历史最高温 °C（°F）  | 16 (61)              | 20.3 (68.5)          | 23.5 (74.3)          | 28 (82)              | 30.9 (87.6)          | 35.4 (95.7)          | 40.6 (105.1)         | 39.1 (102.4)         | 34.6 (94.3)          | 29 (84)              | 21 (70)              | 16.8 (62.2)          | 40.6 (105.1)         |
| 平均高温 °C（°F）    | 6.4 (43.5)           | 7.6 (45.7)           | 11.5 (52.7)          | 14.7 (58.5)          | 18.5 (65.3)          | 21.7 (71.1)          | 24.3 (75.7)          | 24.2 (75.6)          | 20.5 (68.9)          | 15.7 (60.3)          | 10.1 (50.2)          | 6.7 (44.1)           | 15.2 (59.4)          |
| 日均气温 °C（°F）    | 3.9 (39.0)           | 4.4 (39.9)           | 7.5 (45.5)           | 10.1 (50.2)          | 13.8 (56.8)          | 16.9 (62.4)          | 19.2 (66.6)          | 19 (66)              | 15.8 (60.4)          | 11.9 (53.4)          | 7.2 (45.0)           | 4.3 (39.7)           | 11.2 (52.2)          |
| 平均低温 °C（°F）    | 1.3 (34.3)           | 1.3 (34.3)           | 3.6 (38.5)           | 5.5 (41.9)           | 9.1 (48.4)           | 12.1 (53.8)          | 14 (57)              | 13.8 (56.8)          | 11 (52)              | 8.2 (46.8)           | 4.3 (39.7)           | 2 (36)               | 7.2 (45.0)           |
| 历史最低温 °C（°F）  | −15.8 (3.6)          | −15.6 (3.9)          | −10.5 (13.1)         | −4.1 (24.6)          | −1.2 (29.8)          | 0.1 (32.2)           | 2 (36)               | 4 (39)               | −0.5 (31.1)          | −5.2 (22.6)          | −8.9 (16.0)          | −14.3 (6.3)          | −15.8 (3.6)          |
| 平均降水量 mm（）    | 59.4 (2.34)          | 50 (2.0)             | 53.7 (2.11)          | 54.9 (2.16)          | 63.9 (2.52)          | 53.7 (2.11)          | 61.7 (2.43)          | 53.7 (2.11)          | 51.4 (2.02)          | 68.8 (2.71)          | 57.1 (2.25)          | 65.9 (2.59)          | 694.2 (27.33)        |
| 月均日照時數         | 55.6                 | 68                   | 122.7                | 148.3                | 153.8                | 260.4                | 216.9                | 176.2                | 143                  | 110.5                | 53                   | 49.1                 | 1,557.5              |
| 来源：infoclimat.fr  |                      |                      |                      |                      |                      |                      |                      |                      |                      |                      |                      |                      |                      |

## 行政区划
特拉普是法国法兰西岛大区伊夫林省的一个市镇，编号为78621。特拉普隶属于凡尔赛区，管理特拉普县，同时也是伊夫林地区圣康坦的办公驻地。
特拉普市镇被划为9个街区，并实行街区自治制度。
法国国家统计与经济研究所（简称）在进行数据统计时，将特拉普划为巴黎城市区的一部分。同时，还将特拉普市镇分为了12个“块区”（IRIS），以便于统计人口分布情况。

## 交通

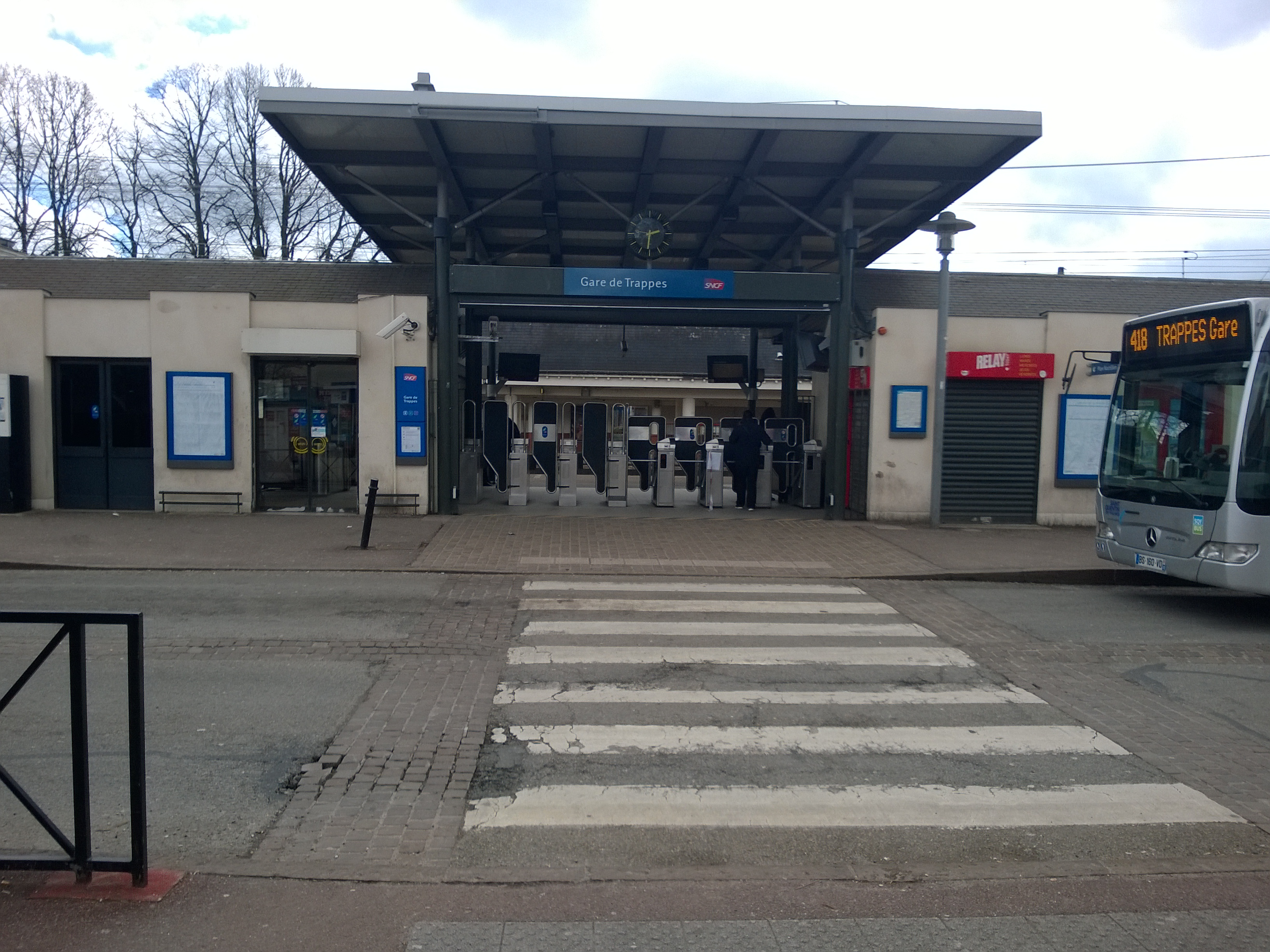
特拉普火车站

### 公路
法国国道N10线从特拉普市中心穿过，此外伊夫林省省道D36线和D912线在特拉普境内交汇。距离特拉普最近的长途汽车站为伊夫林地区圣康坦站配套的客运中心。
2017年，68.2%的特拉普家庭拥有至少一辆的私人汽车。2018年，特拉普境内共发生各类交通事故2起，造成1人遇难，15人受伤。

### 铁路
特拉普位于巴黎－布雷斯特铁路上，该铁路全线为复线电气化铁路。特拉普站位于市区中南部，停靠法兰西岛大区列车N线和U线，可直达凡尔赛、拉德芳斯、巴黎等地。

### 航空
距离特拉普最近的民用航空站为巴黎-奥利机场，距离特拉普市中心的公路里程约35公里。

### 城市公共交通
伊夫林地区圣康坦城市公共交通（商业名称为）是该区域的城市公共交通系统。截至2020年11月，该系统共包括数十条公交线路，其中16条线路途径特拉普市区。

## 政治

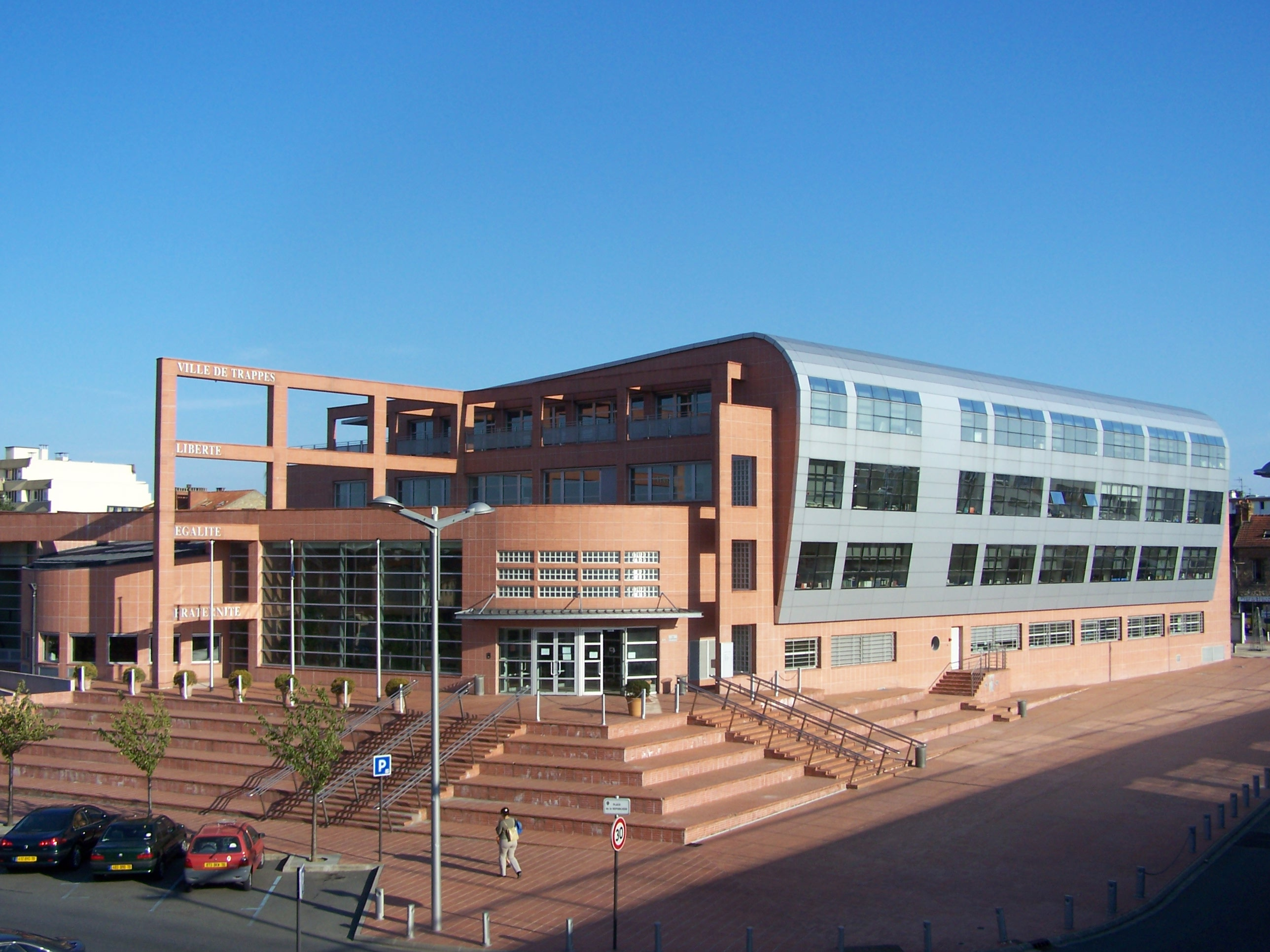
特拉普市政厅

特拉普的现任市长为阿里·拉贝先生（Ali Rabeh），他是世代·s的一名成员，在2020年的市政选举中获得了40.4%的支持率。
在2017年的法国总统大选中，法国第25任总统埃马纽埃尔·马克龙在特拉普获得了80.65%的支持率。
| 特拉普历届市长 |               |               |
| 任期           | 市长          | 党派          |
| 1944年－1953年 | 让·富尔卡萨   | PCF法国共产党 |
| 1953年－1966年 | 罗贝尔·格拉沃 | PCF法国共产党 |
| 1966年－1996年 | 贝尔纳·雨果   | PCF法国共产党 |
| 1996年－2001年 | 雅克·蒙科     | PCF法国共产党 |
| 2001年－2020年 | 居伊·马朗丹   | PS社会党      |
| 2020年－       | 阿里·拉贝     | GS世代·s      |

## 人口
2017年，特拉普市镇人口数量为32,584，在法国排名第246位。其中男性15,996人，女性16,588人，75岁及以上人口占3.3%，外籍人口数量为8,071人，人口密度为2,419人/平方公里，当地居民被称为（女性）。2018年，特拉普境内出生663人，死亡人口141人。
| 年份   | 1936  | 1946  | 1954  | 1962  | 1968   | 1975   | 1982   | 1990   | 1999   | 2006   | 2011   | 2016   | 2017   |
| ------ | ----- | ----- | ----- | ----- | ------ | ------ | ------ | ------ | ------ | ------ | ------ | ------ | ------ |
| 人口數 | 3,419 | 3,216 | 4,885 | 9,643 | 16,799 | 22,895 | 29,763 | 30,878 | 28,812 | 29,529 | 29,563 | 32,679 | 32,584 |

## 经济
特拉普是一个区域性的中心城市，当地共有各类用人单位3,527家，其中97.7%为中小型企业（PME），平均历史为11年，行政、医疗及社会服务是当地的主要就业岗位类型。

## 财政收入
2018年，特拉普的财政收入总额为55,748,300欧元，财政支出总额为48,999,000欧元，当年的债务总额为35,854,900欧元。
2014年，特拉普的人均收入总额为2,512欧元，其中高职人员为3,704欧元，普通职员为1,858欧元。
2017年，特拉普境内的青壮年（15至64岁）失业率为17.4%，当地35.0%的家庭拥有纳税资格。

## 社会事务

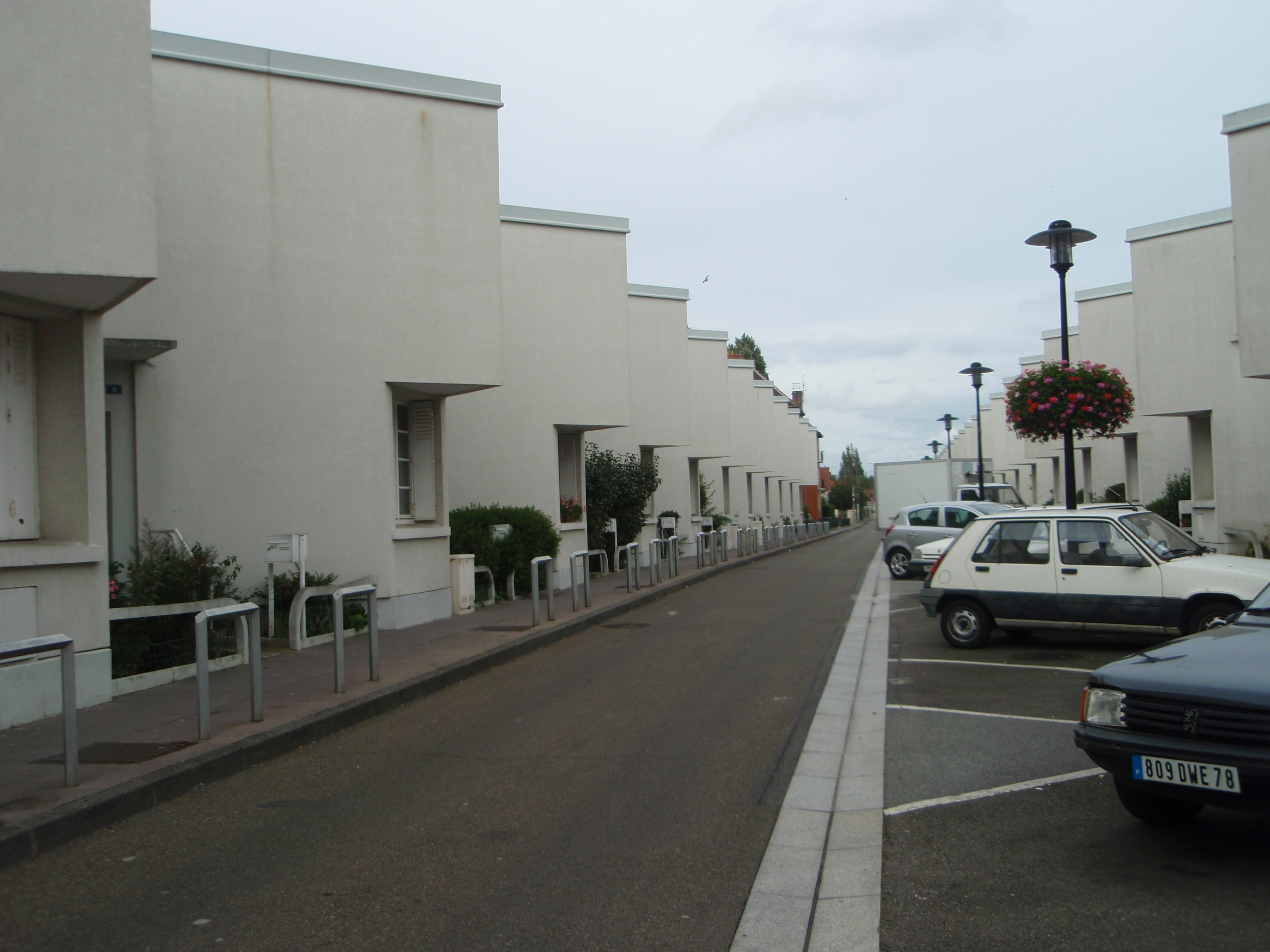
特拉普境内的钢牙小区

### 教育
特拉普属于凡尔赛学区。截止2019年1月1日，特拉普境内共有21所幼儿园、17所小学、3所初级中学、1所普通高中、0所农业高中和2所职业高中。2018至2019学年度，特拉普境内共有在校中等教育阶段学生1,638名。
在高等教育方面，国际声像学院部分区域位于特拉普境内。

### 医疗
截止2019年1月1日，特拉普境内共有全科医生22名、保健师19名、牙医10名、护士24名、耳科医生3名、眼科医生5名、皮肤科医生1名、助产士4名、儿科医生5名和妇科医生4名。境内共有药房8家、养老院1家、残疾人帮扶中心2家。
巴黎西部私立医院（Hôpital privé de l'Ouest Parisien）位于特拉普境内，设有床位286个，是当地规模最大的私立综合性医院。除此之外，距离特拉普最近的公立医院为“普莱西尔中心医院”（Centre Hospitalier de Plaisir），后者是法国的一个区域性医疗机构，其主病区距离特拉普大约5公里，设有床位1,176个，是当地规模最大的公立综合性医院。

### 住房
2017年，特拉普境内共有各类住房12,199套，其中17.9%为独立式居民区，主要分布于市区西北部和南部；79.9%为集中式居民区，主要分布于市区中部。常住房屋占特拉普市镇范围内居民建筑总量的93.4%。

### 商业
2018年，特拉普境内共有各类商铺1,817家，其中餐饮服务类561家。市区东部的蒙蒂尼勒布勒托讷境内建有大型开放式商业街区。

### 体育
2019年，特拉普境内共有1家游泳池、5间体育馆、1座综合体育场、3处网球场、1处马术场、4处足球或橄榄球场、6处篮球或排球场以及1处高尔夫球场。
特拉普体育之星（Étoile Sportive De Trappes）是当地的一支足球队，2020至2021赛季参加法兰西岛大区足球联赛。

### 环境
特拉普的环境事务由其所属的公共社区负责。2018年，特拉普境内暂无污染企业。

### 治安
2014年，特拉普及附近地区共发生各类案件4,248起，其中盗窃类案件2,411起，经济类案件461起，毒品交易类案件451起。

## 文化

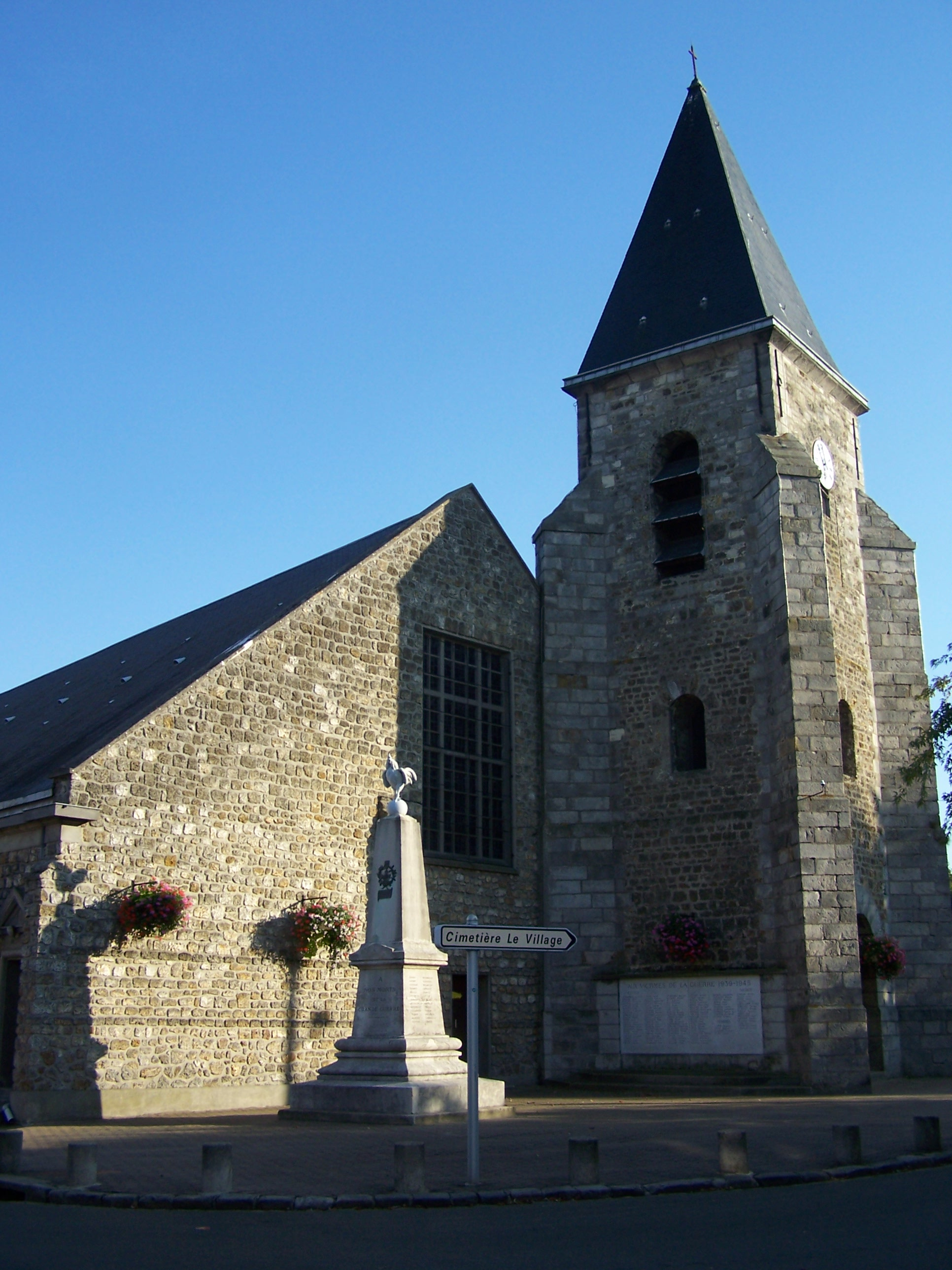
圣乔治教堂

2019年，特拉普境内共有1家剧场和1家电影院。特拉普市政府提供多媒体中心，向公众全年开放。

### 宗教
特拉普隶属于天主教凡尔赛教区，特拉普圣乔治教堂是当地的一处天主教建筑。
特拉普是法国穆斯林人口比例最高的市镇之一，2016年，当地70%的常住人口为穆斯林。努恩清真寺（مسجد النور）是当地主要的伊斯兰活动中心，由穆斯林兄弟會出资修建。
除此之外，特拉普境内还有一处犹太教堂和一个大型的犹太人社区。

### 旅游
特拉普的旅游事务由其所属的公共社区负责。2020年，特拉普境内共有2家宾馆共计139间房间。

### 媒体
法国主要的媒体均可在特拉普接收，法国电视三台下属的法兰西岛大区频道在部分时段播出特拉普所属区域的地方新闻。

## 相关人物
法国电影演员歐馬·希和说唱歌手La Fouine出生于特拉普。

## 友好城市
截至2020年11月，特拉普共与四座城市互为友好城市关系：
- 捷克 科普日夫尼采
- 英格兰 康格爾頓
- 義大利 拉戈堡
- 塞内加尔 波多爾